# Aribert Gross
Aribert Gross (* 18. April 1935 in Berlin; † Januar 2007 ebenda) war ein deutscher Tischler, Künstler und Erzieher. Er war mit Brigitte Gross verheiratet und Vater einer Tochter und eines Sohnes.

## Leben
Von 1950 bis 1954 absolvierte Gross eine Tischlerlehre mit Gesellenabschluss in Berlin. Während dieser Zeit unternahm er seine erste Italienreise, innerhalb derer er die frühen Venezianer und Sandro Botticelli studierte. Die Kunst und das Reisen waren seine großen Leidenschaften – vor allem auch in Kombination. Zeit seines Lebens hat er für und mit ihnen gelebt. So trampte er nach seiner Lehre auf eigene Faust durch Deutschland sowie die Nachbarstaaten, lernte viele Menschen und Lebensweisen kennen. Eine Reise nach Paris im Jahr 1956 sorgte für seine Faszination für die Werke Henri Rousseaus.
1957 trieb es ihn nach Griechenland und Jugoslawien. Auf Kreta beschäftigte er sich mehr und mehr mit der griechischen Mythologie, im wahrsten Sinne beflügelt von Dädalus.
Im Anschluss studierte er an der Meisterschule für Kunsthandwerk (heute: Universität der Künste Berlin) und machte seinen Abschluss als Entwerfer und Gestalter. In seiner Abschlussarbeit beschäftigte er sich mit dem Bildhauer und Zeichner Henry Moore.
Während des Studiums unternahm er weitere Reisen, unter anderem nach Südfrankreich und Spanien. Dort widmete er sich dem Studium der Architektur von Gaudi. In Skandinavien hat er sich ausgiebig mit Botanik und Ornithologie beschäftigt.
Nach seinem Studium war er zunächst drei Jahre, von 1963 bis 1966, als Modelleur und Grafiker in Berlin  tätig.
Ende der 60er Jahre hatte er mehrere Einzel- und Gemeinschaftsausstellungen in der legendären Kreuzberger „Malkiste“ in der Blücherstraße. Beteiligt daran waren ebenfalls Christian Kandzia und Wolfgang Graetz.
1969 zog Gross in das Charlottenburger Künstlerhaus in der Richard-Wagner-Straße. Er erweiterte seine Künstlerkontakte und arbeitete dort mit den Bildhauern Dietrich Arlt und Gerhard Koblauch sowie dem Fotografen Christian Ibscher zusammen. Mit dem Bildhauer Marcel Niederhauser hielt er in der Galerie Modern Art in Berlin-Wilmersdorf eine Ausstellung ab.
Mitte der 70er folgte eine Ausbildung zum  Erzieher an der 1. Staatlichen Fachschule für Erzieher -Friedrich Fröbel-Haus – in der Bismarckstr. in Charlottenburg. Im Anschluss arbeitete er für das  Bezirksamt Charlottenburg auf dem Bauspielplatz in der Jungfernheide.
1979 feierte er seine Abriss-Vernissage im Künstlerhaus Charlottenburg. Dem Bezirk blieb er aber treu. In den Jahren zwischen 1980 und 1986 hatte er diverse Ausstellungen in der Charlottenburger Kneipengalerie Kujambe. Es folgten Ausstellungen in der Stoodieck-Buchhandlung/Galerie.
Ein Highlight war eine weitere Reise nach Griechenland und die komplette Ausstattung eines ganzen Fischerdorfs mit seinen Werken. Seine besondere Beziehung zu Griechenland wird hierdurch verdeutlicht.
Zahlreiche Werke befinden sich in privaten Sammlungen und wurden seit 1968 vom Senat Berlin angekauft. Die Werke ab Mitte der 70er Jahre (ca. 2000 Stück) sind in Besitz von Birga Hauptmann.

## Werke
Aribert Gross gab seinem eigenwilligen, fantastischen Kunststil Mitte der 70er Jahre den Titel KISS (kausal-inspirative Signal-Symbolik).
Mehr als drei Jahrzehnte später lassen sich seine Werkzyklen genauer beurteilen. Seelenverwandt scheinen sie mit den Werken von Friedrich Schröder-Sonnenstern oder Ernst Fuchs und
Friedensreich Hundertwasser. Die Neugier an botanischen und organischen sowie menschlichen Kuriositäten und Eigenarten hat bis kurz vor seinem Tod sein Werk bestimmt.
Im Rückblick auf seine Kindheit beschreibt er seine frühe Faszination für die Metamorphosen der Insekten und Lurche und seinen Traum von riesigen Pflanzen, die alle Kriegsgeschehen mit Wildwuchs bedenken und beenden. Doch neben diesem paradiesischen Urzuständen entwickelte er auch ein Interesse für Mimik, Gestik und Psyche des Individuums, sammelte Charaktere in allen Situationen und Lebenslagen, sei es in „Bierdeckelporträts“ oder dichten Kollagen.

## Veranstaltungen
Einige Werke Gross waren Teil des 13. Festival of Lights. Verschiedene Motive wurden am Palais am Festungsgraben illuminiert. Parallel konnten die Originale in einer Schöneberger Bar, der Barbiche, bestaunt werden.
| Personendaten    | Personendaten                             |
| ---------------- | ----------------------------------------- |
| NAME             | Gross, Aribert                            |
| KURZBESCHREIBUNG | deutscher Tischler, Erzieher und Künstler |
| GEBURTSDATUM     | 18. April 1935                            |
| GEBURTSORT       | Berlin                                    |
| STERBEDATUM      | Januar 2007                               |
| STERBEORT        | Berlin                                    |